# Piper guianense
Piper guianense är en pepparväxtart som först beskrevs av Johann Friedrich Klotzsch, och fick sitt nu gällande namn av C.Dc.. Piper guianense ingår i släktet Piper och familjen pepparväxter. Utöver nominatformen finns också underarten P. g. pubescens.